# Звенигородський повіт
Звенигородський повіт — адміністративна одиниця у складі Речі Посполитої. Після поділу Польщі — з 1796 року адміністративно-територіальна одиниця Київської губернії Російської імперії. Повітовий центр — місто Звенигородка.

## Історія
Звенигородський повіт — адміністративна одиниця у складі Речі Посполитої — була предметом прикордонної суперечки між Брацлавським і Київським воєводствами.
У 1570 р. комісари окреслили кордон повіту, який охоплював правий басейн Росі до впадіння її в Дніпро і по Дніпру до кордону Речі Посполитої. 
 У XVII столітті Київське воєводство знову ініціювало конфлікт за східну частину округу, включаючи міста Смілу, Ківшовата, Чигирин і Черкаси. Комісія, призначена сеймом у 1755 р., підтвердила кордон з 1570 р., але згідно з декретом Трибуналу в Радомі з 1749 р. наказала перераховувати податки з повіту щороку до кожного з воєводств. У 1791 році сейм підтвердив приналежність району до Брацлавського воєводства.

## Опис
Повіт на півночі межував з Канівським повітом, на півдні з Херсонською губернією, на заході з Уманським і Таращанським повітами і Черкаським і Чигиринським на сході. Загальна площа повіту становила 289381 десятин (2 649 км²).
Згідно з переписом населення Російської імперії 1897 року в повіті проживало 274 704 чоловік. З них 88,05 % — українці, 9,69 % — євреї, 1,37 % — росіяни.
На 1887 рік у повіті було 557 населених пунктів, з яких 7 були містечками. Поділявся на 3 стани і 4 благочинних округи.
Згідно із Законом «Про адміністративно-територіальний поділ України» від 6 березня 1918 року, частина повіту мала увійти до складу Черкаської землі Української Народної Республіки.

## Адміністративний поділ

### на 1861 рік
Волості: Антонівська, Босівська, Боярська, Бужанська, Васильківська, Вільшанська, Вільховецька, Виноградська, Воронівська, Дамуківська, Журжинецька, Кирилівська, Кобринська, Козачанська, Кримчанська, Лисянська, Лозоватська, Маринська, Мокро-калигірська, Неморожена, Окнянська, Пединівська, Рижанівська, Степівська, Ступичанська, Сухо-калигірська, Теремківська, Толстянська, Чижівська, Шестеринська, Шполянська.

### на 1885 рік
- м. Звенигородка з передмістями Костівка, Мариськи, Піски, Степок, Хоменки, Хутір Червона, Чернянка, Щербаки, Щербаківка та хутором Слинькова
- Богачівська волость (існувала до кін. XIX ст.)
- Боярська волость
- Виноградська волость
- Вільшанська волость
- Гусаківська волость
- Єрківська волость (утворена в кін. XIX ст.)
- Журжинська волость
- Козачанська волость
- Катеринопільська волость
- Лисянська волость
- Мокрокалигірська волость
- Неморозька волость
- Пединівська волость
- Петриківська волость
- Стебнянська волость (існувала до кін. XIX ст.)
- Стецівська волость
- Ступичанська волость (існувала до кін. XIX ст.)
- Тарасівська волость
- Товмачанська волость (існувала до кін. XIX ст.)
- Топилянська волость (існувала до кін. XIX ст.)
- Чижівська волость
- Шполянська волость